# Hainaut
Hainaut (em neerlandês Henegouwen) é uma província da Bélgica, localizada na região de Valônia. Sua capital é a cidade de Mons.

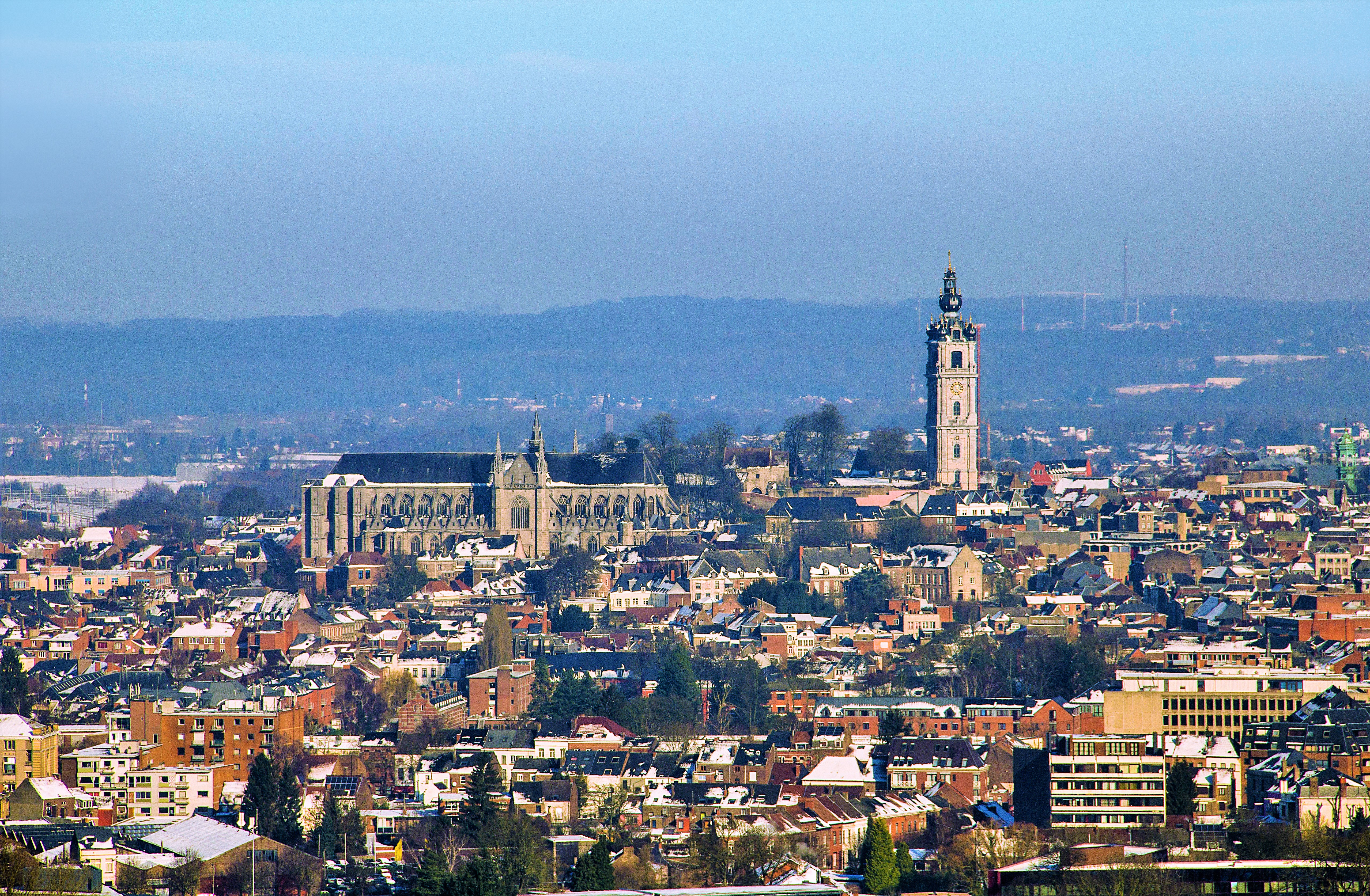
Panorama de Hainaut, vista do Monte Héribus

## Municípios
A província está dividida em sete distritos administrativos ou arrondissements (em neerlandês arrondissementen) num total de 69 municipalidades.
| Distrito de Ath:                                                                                  | Distrito de Charleroi: | Distrito de Mons: |
| - Ath - Beloeil - Bernissart - Brugelette - Chièvres - Ellezelles - Flobecq - Frasnes-lez-Anvaing | - Aiseau-Presles - Chapelle-lez-Herlaimont - Charleroi - Châtelet - Courcelles - Farciennes - Fleurus - Fontaine-l'Evêque - Gerpinnes - Les Bons Villers - Manage - Montigny-le-Tilleul - Pont-à-Celles - Seneffe | - Boussu - Colfontaine - Dour - Frameries - Hensies - Honnelles - Jurbise - Lens - Mons - Quaregnon - Quévy - Quiévrain - Saint-Ghislain |

| Distrito de Mouscron:         | Distrito de Soignies:                                                                             | Distrito de Thuin: | Distrito de Tournai:                                                                                                  |
| - Comines-Warneton - Mouscron | - Braine-le-Comte - Ecaussinnes - Enghien - La Louvière - Le Roeulx - Lessines - Silly - Soignies | - Anderlues - Beaumont - Binche - Chimay - Erquelinnes - Estinnes - Froidchapelle - Ham-sur-Heure-Nalinnes - Lobbes - Merbes-le-Château - Momignies - Morlanwelz - Sivry-Rance - Thuin | - Antoing - Brunehaut - Celles - Estaimpuis - Leuze-en-Hainaut - Mont-de-l'Enclus - Pecq - Péruwelz - Rumes - Tournai |